# Xã Jefferson, Quận Jackson, Arkansas
Xã Jefferson (tiếng Anh: Jefferson Township) là một xã thuộc quận Jackson, tiểu bang Arkansas, Hoa Kỳ. Năm 2010, dân số của xã này là 1.064 người.